# Курнаков Георгій Васильович
Георгій Васильович Курнако́в (нар. 11 квітня 1887, Маріуполь — пом. 20 жовтня 1977, Херсон) — український художник, член Спілки художників УРСР з 1956 року, заслужений діяч мистецтв УРСР з 1967 року.

## Життєпис
Народився 30 березня [11 квітня] 1887 року в Маріуполі в бідній родині. Коли йому було 5 років, помер батько, мати підробляла пралею. 1892 року родина переїхала в Херсон, звідки був родом батько — до бабусі-вчительки. Вчився в народній школі, 1907 року закінчив Херсонську учительську семінарію, першим вчителем малювання вважав викладача семінарії О. Іконнікова. Працював народним вчителем в селі Британах. Продовжив навчання, закінчив 1916 року Київське художнє училище (вчився у Олександра Мурашка, Володимира Менка, Федора Кричевського).
З 1916 року брав участь у виставках Київського товариства художників — «Кільце», згодом — Асоціації художників Червоної України. Керував однією з трьох майстерень «Пролетарської художньої студії».
З 1919 року викладав у Херсонській учительській семінарії, працював керівником майстерні живопису та малювання в робітничій мистецькій студії, був інструктором художньо-декоративної справи у відділі народної освіти.
Малював на заґрунтованому картоні, 1924 року почав спроби живопису на картоні «пастозними мазками». На 1920—1930-ті роки припадає період піднесення його творчої діяльності. В ті часи товаришував з художником Леонідом Брюннером. Творив в Алушті, Ялті, любив працювати у Старому Криму, серед робіт того часу — «Вуличка в Гурзуфі», «Вуличка в Старому Криму», «Старий Крим».
В часі нацистсткої окупації залишився в Херсоні, робив замальовки зруйнованих пам'яток архітектури.
Протягом майже 60 років змальовував Херсонщину. Завдяки його старанням у Херсоні була створена пейзажна школа самодіяльних художників «Дніпровська палітра».
Все життя збирав бібліотеку з питань мистецтва, зібрав колекцію робіт відомих художників минулих років і своїх сучасників, екслібриси. Колекцію, свої твори, та бібліотеку заповів Херсона. В повоєнні часи товаришував з художником Віктором Трапенком.
Помер в Херсоні 20 жовтня 1977 року.

## Твори
- «Київ. Золоті бані» (1916);
- «Судна на ремонті» (1927);
- серія «Архітектура старого Херсона» (1930);
- «Дніпровські простори» (1952);
- «Хмари над степом» (1956);
- «Восени в Херсонському гідропарку» (1965);
- «Дніпро під Херсоном» (1967).

## Вшанування пам'яті

меморіальна дошка

- В Херсоні, на будинку по проспекту Ушакова, де жив останні роки художник, містяни встановили меморіальну дошку.
- В Херсонському художньому музеї ім. О. Шовкуненка відкрито окрему залу, в якій постійно експонуються роботи митця.
- Віршовані рядки Курнакову присвятив херсонський поет Марк Боянжу.
- В рік 100-річчя з дня народження художника видано каталог, присвячений його творчості.